# Maison des États de Vaud
La maison des États de Vaud est une maison bourgeoise à arcades située à Moudon, dans le canton de Vaud en Suisse.

## Histoire

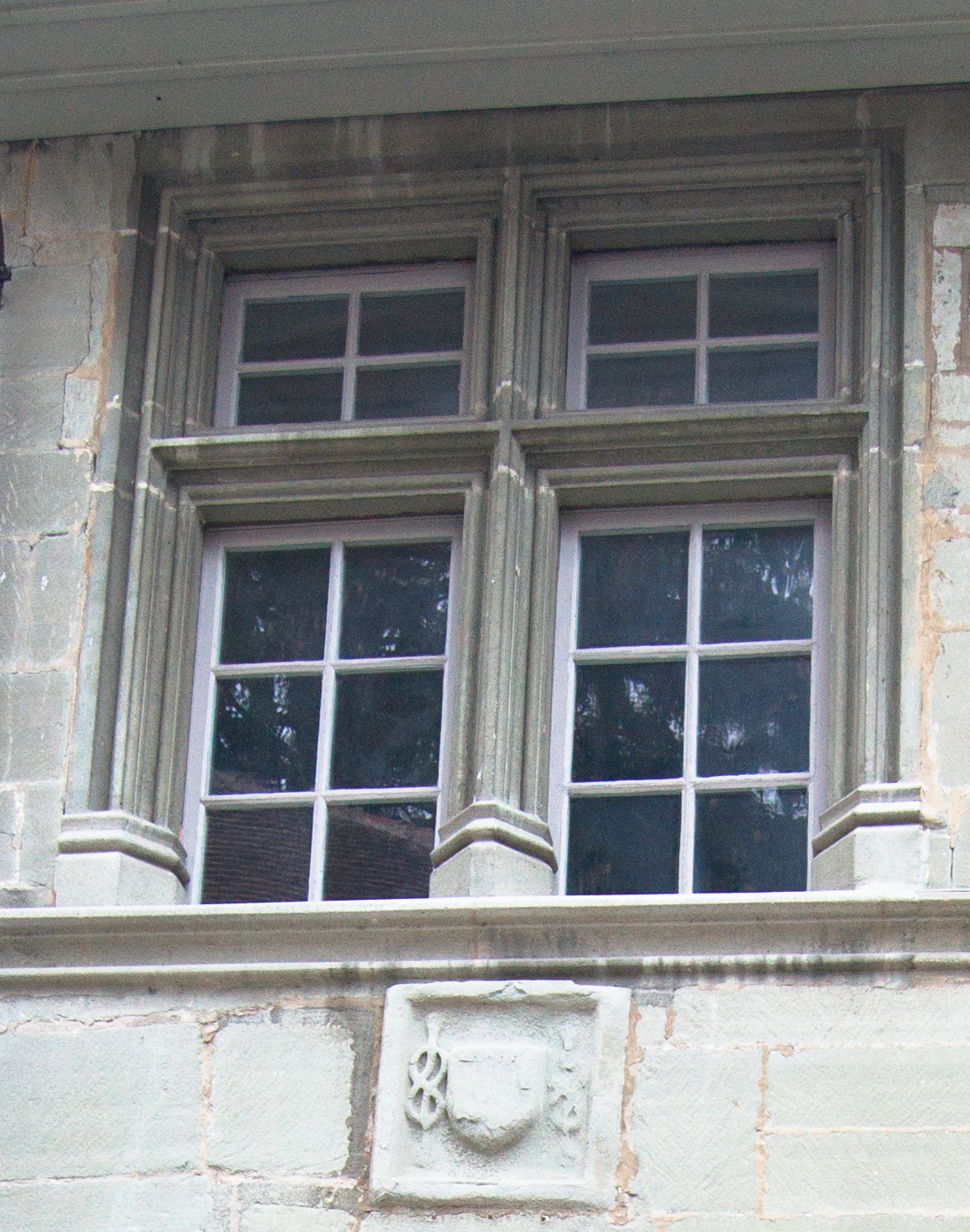
Fenêtres en croix et armoiries.

Une première façade est bâtie au XIIIe siècle, derrière l'actuelle. En 1418 l'actuelle façade est construite avec un passage couvert sous arcade qui se prolongeait dans les façades de toutes les autres maisons de la rue. Le style architectural est du gothique tardif,. En 1832 elle est transformée, les arcades sont notamment fermées. En 1934 des travaux de restauration sont entrepris. Les arcades sont partiellement dégagées et les fenêtres en croix sont restituées.
Les armoiries présentes sur la façade sont probablement savoyardes,.

## Situation
La maison des États de Vaud se trouve dans la vieille ville de Moudon, rue du Château. Elle se trouve entre le château de Moudon et la Broye.

## Classement
Cette maison est inscrite à l'inventaire suisse des biens culturels d'importance nationale.

### Sources
- Plaque de la commune de Moudon figurant sur la maison